# 1500 m stylem dowolnym na Mistrzostwach Europy w Pływaniu na krótkim basenie 2000
1500 m stylem dowolnym mężczyzn – jedna z konkurencji rozgrywanych podczas Mistrzostw Europy w Pływaniu na krótkim basenie 2000. Konkurencja została rozegrana 17 grudnia 2000, wzięło w niej udział 11 zawodników.
Mistrzem Europy został reprezentujący Włochy Massimiliano Rosolino. Drugie miejsce zajął Hiszpan Frederik Hviid, zaś na trzecim miejscu uplasował się Ihor Czerwynśkyj reprezentujący Ukrainę.

## Terminarz
| Data       | Godzina |       |
| ---------- | ------- | ----- |
| 16 grudnia | 16:28   | Finał |

## Wyniki

### Finał[1]

#### Wyścig 1
| Pozycja | Tor | Zawodnik            | Narodowość | Czas     | Uwagi |
| ------- | --- | ------------------- | ---------- | -------- | ----- |
| 1       | 4   | Spyridon Gianniotis | Grecja     | 15:06,52 |       |
| 2       | 5   | Vlastimil Burda     | Czechy     | 15:11,51 |       |
| 3       | 3   | Gerry Strasser      | Szwajcaria | 15:47,23 |       |

#### Wyścig 2
| Pozycja | Tor | Zawodnik              | Narodowość      | Czas     | Uwagi |
| ------- | --- | --------------------- | --------------- | -------- | ----- |
| 1 !     | 1   | Massimiliano Rosolino | Włochy          | 14:36,93 | ER    |
| 2 !     | 4   | Frederik Hviid        | Hiszpania       | 14:53,93 |       |
| 3 !     | 5   | Ihor Czerwynśkyj      | Ukraina         | 14:56,36 |       |
| 4.      | 2   | Adam Faulkner         | Wielka Brytania | 14:58,10 |       |
| 5.      | 7   | Ihar Koptur           | Białoruś        | 14:59,22 |       |
| 6.      | 3   | Andrea Righi          | Czechy          | 15:05,86 |       |
| 7.      | 6   | Sylvain Cros          | Francja         | 15:08,86 |       |
| 8.      | 8   | Nils-Ole Janshon      | Szwajcaria      | 15:40,36 |       |